# Thymus lainzii
Thymus lainzii là một loài thực vật có hoa trong họ Hoa môi. Loài này được Sánchez Gómez, S.Fernández Jimenez & F.Sáez miêu tả khoa học đầu tiên năm 1996.